# Купена двухцветковая
Купе́на двухцветко́вая (лат. Polygonatum biflorum) — многолетнее растение, вид рода Купена (Polygonatum) семейства Спаржевые (Asparagaceae), произрастающий в восточной и центральной частях Северной Америки. Вид часто путают с Maianthemum racemosum, у которого прямостоячие цветки.

## Ботаническое описание

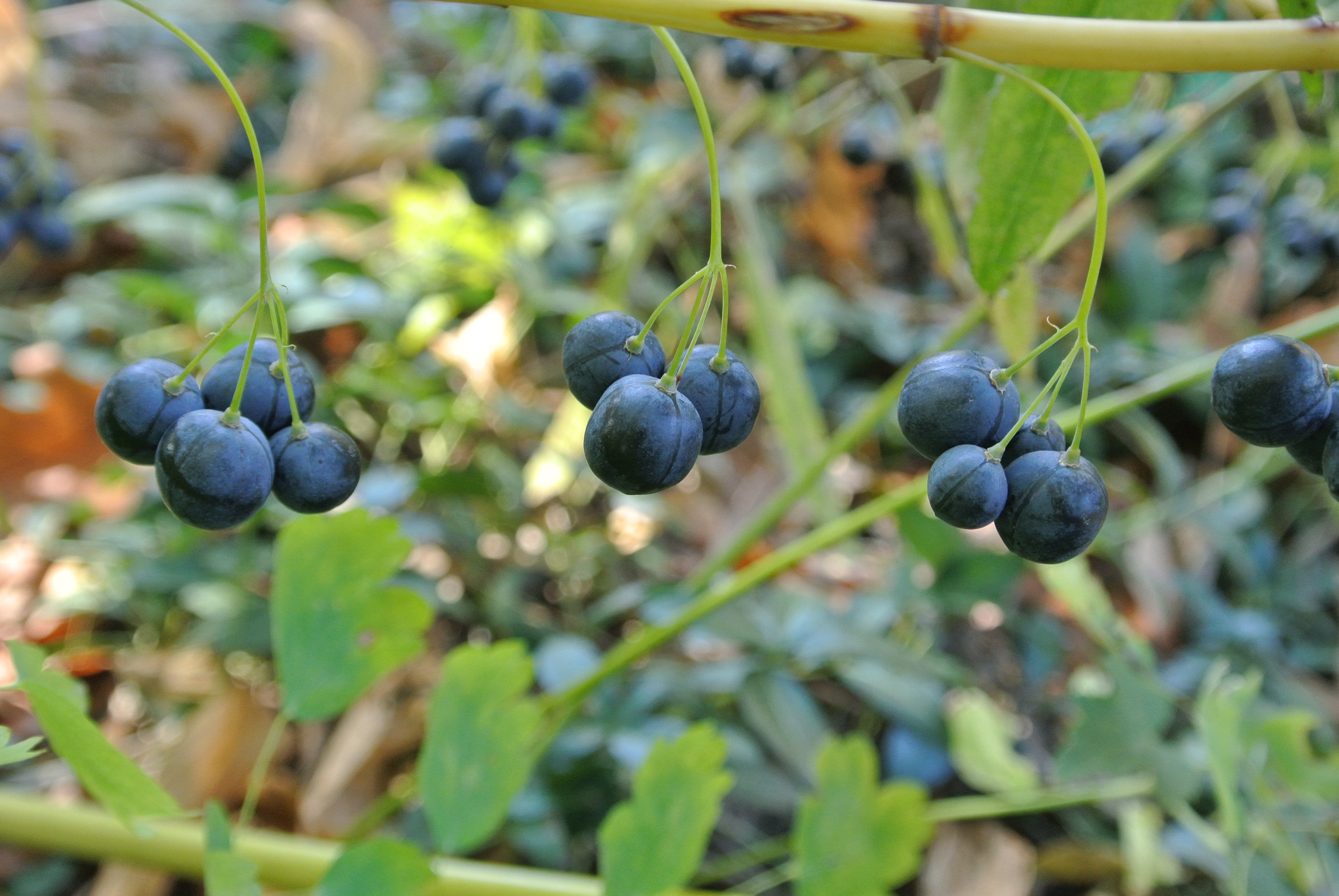
Плоды купены двухцветковой

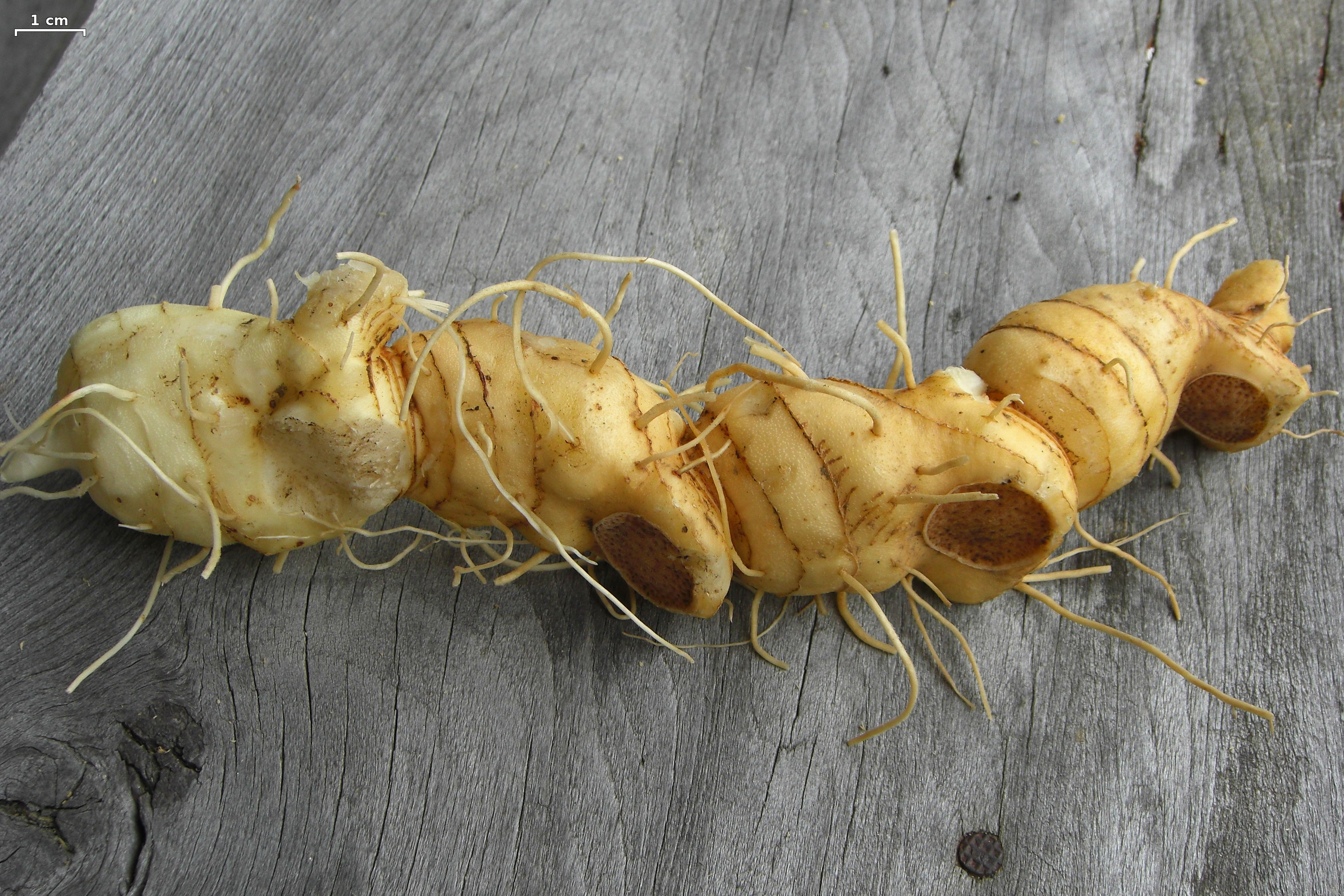
На корневищах купены двухцветковой имеются отметины, благодаря которым растение часто называют «печать Соломона»

Купена двухцветковая имеет зигзагообразно выгнутые стебли длиной от 30 см до 1,5 м. Листья овальные с параллельными прожилками. Зеленовато-белые трубчатые цветки небольшими гроздями (часто парами) свисают с пазух листьев. Корень корневищный. Плоды — небольшие синие ягоды.

## Таксономия
Название вида biflorum — средний род от латинского biflorus, что означает «имеющий два цветка». Несмотря на название, цветочные кластеры часто имеют более двух цветков.

## Использование
Исторически коренные народы употребляли богатые крахмалом корневища купены двухцветковой подобно картофелю для приготовления хлеба и супов. Молодые побеги также съедобны, сырые или варёные побеги использовались для приготовления пищи, напоминающей спаржу. Купена также использовалась в фитотерапии. Корневище использовалось для изготовления тонизирующего средства от подагры и ревматизма. Растение использовалось в фитотерапии с многочисленными целями, в том числе в качестве противовоспалительного, успокаивающего и тонизирующего средства.